# Каменьчик (Куявсько-Поморське воєводство)
Каменьчик (пол. Kamieńczyk) — село в Польщі, у гміні Топулька Радзейовського повіту Куявсько-Поморського воєводства.
Населення — 78 осіб (2011).
У 1975-1998 роках село належало до Влоцлавського воєводства.

## Демографія
Демографічна структура станом на 31 березня 2011 року:
|          | Загалом | Допрацездатний вік | Працездатний вік | Постпрацездатний вік |
| -------- | ------- | ------------------ | ---------------- | -------------------- |
| Чоловіки | 40      | 9                  | 30               | 1                    |
| Жінки    | 38      | 8                  | 25               | 5                    |
| Разом    | 78      | 17                 | 55               | 6                    |